# Canthon dives
Canthon dives är en skalbaggsart som beskrevs av Edgar von Harold 1868. Canthon dives ingår i släktet Canthon och familjen bladhorningar. Inga underarter finns listade.